# Sībestān
Sībestān (persiska: سيبستان) är en ort i Iran.   Den ligger i provinsen Alborz, i den norra delen av landet, 70 km nordväst om huvudstaden Teheran. Sībestān ligger 2 103 meter över havet och antalet invånare är 179.
Terrängen runt Sībestān är bergig, och sluttar söderut. Runt Sībestān är det ganska tätbefolkat, med 86 invånare per kvadratkilometer. Närmaste större samhälle är Hashtgerd, 15,1 km sydväst om Sībestān. Trakten runt Sībestān består i huvudsak av gräsmarker.